# TKh4
TKh4 – lokomotywa parowa pruskiej serii T3 zaprojektowana w 1907 roku dla Kolei Legnicko-Rawickiej do prowadzenia pociągów towarowych oraz osobowych na krótkich liniach. Wyprodukowano dla kolei lokalnej dwa parowozy, które zostały po wojnie wpisane na inwentarz parowozowni Zbąszyń. Parowóz TKh4-2 był eksploatowany od 20 lipca 1946 roku w Cukrowni Żnin oznakowany jako TKh4-8202.